# Закон о самоуправлении округа Колумбия
Закон о самоуправлении округа Колумбия (англ. District of Columbia Home Rule Act) — федеральный закон США, принятый Конгрессом и подписанный президентом Ричардом Никсоном 24 декабря 1973 года, который передал определённые полномочия конгресса округа Колумбия местным органам власти, укрепляя самоуправление округа Колумбия.
В частности, он включает в себя Окружную хартию (также называемую Хартией самоуправления), которая предусматривает избрание мэра и Совета округа Колумбия. Совет состоит из председателя, избираемого большинством голосов, и двенадцати членов, четверо из которых избираются большинством голосов, и по одному от каждого из восьми округов округа. Члены Совета избираются сроком на четыре года.
При правительстве «самоуправления» Конгресс пересматривает все законы, принятые советом, прежде чем они могут стать законом, и сохраняет за собой полномочия в отношении бюджета округа. Кроме того, президент назначает судей округа, и округ по-прежнему не имеет представительства с правом решающего голоса в Конгрессе. Из-за этих и других ограничений в отношении местного самоуправления многие граждане округа продолжают лоббировать большую автономию, такую как полная государственность.
Закон о самоуправлении конкретно запрещает Совету принимать определённые законы, которые, среди прочих ограничений, будут:
- предоставлять государственные кредиты для частных проектов;
- облагать налогом физических лиц, которые работают в Округе, но проживают в другом месте;
- вносить любые изменения в Закон о высоте зданий 1910 года[англ.];
- принимать любой закон, изменяющий состав или юрисдикцию местных судов;
- принимать местный бюджет, который не является сбалансированным;
- получать любые дополнительные полномочия над Национальной комиссией по планированию столицы[англ.], Вашингтонским акведуком[англ.] или Национальной гвардией округа Колумбия.

## Законы, заблокированные Конгрессом
Закон о самоуправлении даёт Конгрессу право блокировать любые законы, принятые советом округа Колумбия. С момента его принятия Конгресс несколько раз пользовался этим правом.

### Репродуктивные права
В 1988 году Конгресс проголосовал за то, чтобы запретить округу Колумбия расходовать местные средства на оплату услуг по прерыванию беременности через Медикейд. Это было отменено в 2009 году, но затем восстановлено в 2011 году.

### ВИЧ/СПИД
В период с 1999 по 2007 года Конгресс запретил округу Колумбия использовать собранные на местном уровне налоговые средства для программ доступа к шприцам, доказавших свою эффективность в снижении распространения ВИЧ и СПИДа среди потребителей внутривенных наркотиков. Запрет был введён в то время, когда болезни превысили масштабы эпидемии в округе. После снятия запрета и расширения программ доступа к шприцам, по данным органов здравоохранения округа Колумбия, число новых случаев заражения ВИЧ и СПИДом, диагностированных в результате употребления инъекционных наркотиков, снизилось на 60 %.

### Марихуана
В 1998 году, за две недели до того, как 69 % избирателей округа Колумбия одобрили предложение о легализации медицинской марихуаны, представитель Боб Барр добавил дополнение к законопроекту об ассигнованиях округа Колумбия, запрещающие округу использовать местные средства для подсчёта или удостоверения результатов голосования. Позже Конгресс запретил местное финансирование программы медицинской марихуаны. До 2010 года округ Колумбия добился снятия этого ограничения, чтобы совет мог выполнять закон.
Во время выборов 2014 года почти 70 % избирателей округа поддержали меру по легализации хранения небольшого количества марихуаны. Представитель Энди Харрис внёс дополнение в крупный законопроект о расходах, чтобы отменить результаты голосования. Харрис также попытался ликвидировать программу медицинской марихуаны округа Колумбия. В то время как лидеры округа боролись за то, чтобы легализация вступила в силу, формулировка, запрещающая округу вводить систему налогообложения и регулирования, прошла через обе палаты и была подписана президентом Бараком Обамой.